# Galija
Galija (latinsko Gallia, francosko Gaule, nizozemsko Gallië), del Zahodne Evrope, ki je v železni in rimski dobi obsegal sedanjo Francijo, Luksemburg, Belgijo, večino Švice in zahodni del Italije ter dele Nizozemske in Nemčije na levem bregu Rena. Galci so govorili galščino, izumrlo različico keltskega jezika. Po pričevanju Julija Cezarja se je galščina precej razlikovala od akvitanskega in belgijskega jezika. Arheološko so bili Galci nosilci latenske kulture, ki je bila razširjena po vsej Galiji in na vzhod do Retije, Norika, Panonije in jugozahodne Germanije.
V 2. in 1. st. pr. n. št. je Galija prišla pod rimsko oblast: Cisalpska Galija leta 203 pr. n. št., Narbonska Galija pa leta 123 pr. n. št.. Galce so po letu 120 pr. n. št. napadli Kimbri in Tevtoni, katere so po letu 101 pr. n. št. porazili Rimljani. Preostale dele Galije je od leta 58 do 51 pr. n. št. osvojil Julij Cezar. Rimska oblast v Galiji je trajala pet stoletij do leta 486, ko so Franki zasedli še zadnje ostanke Rimskega cesarstva - Soissonsko gospostvo. V rimskem obdobju se je keltska kultura zlila v galsko-rimsko kulturo, galski jezik pa je do 6. stoletja izumrl.

## Ime
Latinsko ime Galije je nedvomno nastalo iz keltskih etničnih ali plemenskih imen *Kel-to  in Gal(a)-to-. Nekateri sodobni jezikoslovci domnevajo, da imata isti izvor tudi grški različici imena Keltoi in Galatai.
Jožef Flavij trdi, da so bili Galci potomci Noetovega vnuka Gomerja. Helenistična etiologija povezuje ime z Galatijo, pokrajino v osrednji Mali Aziji, ki jo prvi omenja Timej iz Tauromenija v 4. st. pr. n. št.. Ime namiguje na mlečno belo (grško γάλα [gala], mleko) polt Galcev (grško Γαλάται [Galatai]), ki so se v Galatijo preselili iz Trakije. 
Angleško ime Gaul in francosko Gaule, Gaulois kljub podobnosti nista latinskega izvora. Nastali sta iz germanskega izraza walha, ki je pomenil tujca ali romanizirano osebo. Z njim so germansko govoreča ljudstva označevala Kelte. Beseda Galija je nastala s polatinjenjem frankovskega izraza Walholant – dežela tujcev/Rimljanov in je sorodna imenoma Wales in Vlaška. 
Ime Galija se včasih pomotoma povezuje z etničnim imenom Gael, ki izhaja iz staroirskega Goidel, v 7. stoletju izposojenega iz pravelškega Gouidel, ki pomeni tujca ali divjega moža. Irska beseda gall, na drugi strani, prvotno ni pomenila Galca, pač pa Vikinga in kasneje Normana, zatem pa se je njen pomen razširil tudi na Galce

## Zgodovina

### Predrimsko obdobje
Pisnih podatkov o predrimski zgodovini Galije je zelo malo, razen redkih napisov na kovancih. Z njo se zato ukvarjajo predvsem arheologi, v zadnjem času tudi strokovnjaki za genske povezave.
Glavni vir podatkov o galskih Keltih je Posidonij iz Apameje, na katerega s sklicujejo Timagen, Julij Cezar, Diodor Sicilski in geograf Strabon.
Veliko kulturnih značilnosti zgodnjih Keltov je najbrž prišlo na severozahod po dolini Donave, čeprav je ta trditev še vedno vprašljiva. Izgleda, da so mnogo veščin, na primer obdelovanje kovin, pa tudi drugih značilnosti, prevzeli od balkanskih ljudstev. Nekateri strokovnjaki menijo, da je kultura žarnih grobišč v bronasti dobi keltskega izvora in je posebna kulturna veja praindoevropsko govorečih ljudstev. Kultura žarnih grobišč je v srednji Evropi trajala približno od leta 1200 do 700  pr. n. št.. S širjenjem obdelave železa se je iz kulture žarnih grobišč razvila halštatska kultura, ki je trajala približno od leta 700 do 500 pr. n. št.. Najkasnejši skupni prednik vseh znanih keltskih jezikov je prakeltski jezik, ki se je po mnenju nekaterih znanstvenikov govoril v poznem obdobju žarnih grobišč ali v zgodnjem obdobju halštatske kulture.
Halštatsko kulturo je brez kakšnega vmesnega kulturnega zastoja nasledila latenska kultura, ki je bila pod precejšnjim vplivom sredozemske grške, feničanske in etruščanske civilizacije. Razvila in cvetela je v pozni železni dobi od leta 450 pr. n. št. do rimske osvojitve v 1. st. pr. n. št. v današnji Franciji, Švici, Italiji, Avstriji, jugozahodni Nemčiji, Češki, Moravski, Slovaški in Madžarski. Dlje proti severu so cvetele predrimske železnodobne kulture severne Nemčije in Skandinavije. 
Rimljani so od 2. st. pr. n. št. ozemlje sodobne Francije imenovali Galija Transalpina. Julij Cezar v svojih Galskih vojnah omenja v Galiji tri etnične skupine: Belge na severu, približno na ozemlju med Renom in Seno, Kelte v sredini ter Armorijce in Akvitance na jugozahodu. Jugovzhodno Galijo so do tedaj že kolonizirali Rimljani. 
Nekateri strokovnjaki domnevajo, da so bili Belgi južno od Some mešanica keltskih in germanskih plemen, čeprav njihova etnična pripadnost ni dokončno določena. Eden od razlogov za to je politično vmešavanje v razlago francoske zgodovine v 19. stoletju. Francoski zgodovinarji so namreč v celoti privzeli Cezarjevo razlago, da se Galija razteza od Pirenejev na jugu do Rena na severu, ki se je ujemala s francoskimi ekspanzionističnimi težnjami v času Napoleona III.. Na severu (sodobne) Francije je galsko-germanska jezikovna meja nekje med Seno in Somo. 
Severna belgijska plemena, na primer Nervijanci, Atrebati in Morinci, so bila verjetno germanskega porekla. Doselila so se iz germanskega zaledja in sprejela keltski jezik in običaje, kar dokazujejo keltska imena njihovih vodij in naselij. Poleg Galcev so na ozemlju Galije živela tudi druga ljudstva, med njimi Grki in Feničani, ki so imeli svoje kolonije na primer v Masiliji (Marseille) ob sredozemski obali. Ob jugovzhodni sredozemski obali so živeli tudi Ligurci, ki so se s Kelti zlili v enotno keltsko-ligursko kulturo. 
V 2. st. pr. n. št. se je sredozemskem delu Galije začel razcvet mest. V osrednji Galiji so bila najpomembnejša mesta Avaricum (Bourges), Cenabum (Orleans), Autricum (Chartres) in Bibracte blizu Autuna v Saône-et-Loire. Poleg mest so se zgradile tudi številne utrdbe (oppidum), ki so se uporabljale predvsem v vojnem času. Blaginja v sredozemski Galiji je vzpodbudila napad Ligurcev in Galcev na Masilijo (Marseilles) in Masilijci so prosili za pomoč Rimljane. Rimljani so intervenirali leta 125 pr. n. št. in do leta 121 pr. n. št. osvojili celo sredozemsko Galijo. Preimenovali so jo v Provinco (od tod ime Provansa), kasneje pa v Narbonsko Galijo. Rimske osvojitve so močno zmanjšale premoč galskega plemena Arvernov.

### Rimska osvojitev
Rimski prokonzul in general Julij Cezar je leta 58 pr. n. št. vdrl v Galijo pod pretvezo, da gre branit zaveznike Galce pred prodirajočimi Helveti. S pomočjo različnih galskih plemen, na primer Eduov, mu je uspelo osvojiti skoraj celo Galijo. Upirali so se samo še Arverni  s poglavarjem Vercingetoriksom na čelu. Vercingetoriks je osvojil Gergovijo, kjer so ga pozdravili kot kralja, in Cezarjevo zavezništvo z mnogimi galskimi plemeni je razpadlo. Zapustili so ga celo najbolj zvesti zavezniki Edui in prestopili k Arvernom. Na njegovi strani so ostali Remi, znani po svoji konjenici, in Germani iz Ubie s svojo konjenico. 
Po manjših začetnih spopadih z Galci so Rimljani zasedli Avaricum (Bourges) in pobili vseh 120.000 prebivalcev. Naslednja velika bitka je bila pri Gergoviji, v kateri je bil Cezar poražen. Vercingetoriks je imel velike izgube in se je umaknil v Alezijo, kjer je septembra 52 pr. n. št. v bitka pri Aleziji doživel popoln poraz in se je predal Rimljanom. Odpor Galcev je po porazu večinoma prenehal. Vercingetoriksa so po nekaj letih ujetništva triumfalno razkazovali po rimskih ulicah in ga zatem usmrtili. 
V galskih vojnah je umrlo približno milijon prebivalcev (verjetno vsak peti Galec), drug milijon prebivalcev pa so zasužnjili. Rimljani so podjarmili 300 plemen in osvojili 800 mest. Med Cezarjevim vojnim pohodom proti Helvetom je bilo ubiti približno 60 % prebivalcev, drugih 20 % pa so odpeljali v suženjstvo. 

### Rimska Galija
Galsko kulturo je po osvojitvi Galije preplavila rimska kultura. Galci so privzeli latinščino in rimsko državno upravo in sčasoma postali rimski državljani. Od krize 3. stoletja do 5. stoletja so Galijo napadali Franki, v letih 260-273 pa se je Galsko cesarstvo, sestavljeno iz provinc Galije, Britanije, Hispanije in Betike, osvobodilo rimske nadoblasti. 
Po zmagi Frankov v bitki pri Soissonsu leta 486 je prišla Galija (brez Septimanije) pod oblast prvih francoskih kraljev Merovingov. Galsko-rimska kultura, ki je nastala med vladanjem Rimskega cesarstva, se je ohranila predvsem na ozemlju Narbonske Galije, iz katere so se razvile Oksitanija, Cisalpska Galija in v manjši meri Akvitanija. V severni Galiji se je pod oblastjo Frankov razvila merovinška kultura. Rimski življenjski slog, za katerega so bile značilne velike javne prireditve, mestno kulturno življenje in včasih razkošno življenje v samozadostnih podeželskih posestvih, se je ohranil vse do 5. stoletja, ko so ga v veliki meri prevzeli Vizigoti. Galsko-rimski jezik se je ohranil samo na severozahodu v neprehodnih gozdovih Silva Carbonaria na ozemlju sedanje Belgije, ki so tvorili učinkovito kulturno pregrado med Franki na severu in vzhodu in galsko-rimsko kulturo na zahodu in jugu.

## Galci

### Družbena ureditev in plemena
Zgodnji galski politični sistem je bil zapleten, morda celo usoden za družbo kot celoto. Osnovna enota galske družbe je bilo pleme, sestavljeno iz manjših skupin, ki jih je Cezar imenoval pagi (ednina: pagus) Vsako pleme je imelo svoj svet starešin in na začetku tudi kralja. Kasneje je imel izvršilno oblast sodnik, ki so ga volili vsako leto. Vladar Eduov je imel naziv Vergobret. Njegov položaj je bil zelo podoben položaju kralja, čeprav se je moral podrejati odločitvam sveta starešin. Veliko politično moč so imeli tudi druidi. 
Plemenske skupine - pagi so bile organzirane v večje skupine, ki so jih Rimljani imenovali civitates. Takšno organizacijo so v sistemu lokalne uprave prevzeli tudi Rimljani in civitates so kasneje postale osnova za cerkveno delitev na škofije in župnije in ostale skoraj nespremenjene vse do francoske revolucije.
Čeprav so bila plemena precej stabilne politične enote, je bila Galija kot celota politično razdeljena, ker med plemeni ni bilo nobene prave enotnosti. Plemena so se združila samo v res težkih časih, na primer pod vodstvom Vercingetoriksa med Cezarjevo invazijo, pa še takrat so bile med njimi jasne politične frakcije. 
Rimljani so Galijo razdelili na Provinco (področje ob Sredozemskem morju) in severno Galijo (Gallia Comata), ki se je imenovala tudi svobodna Galija ali dolgolasa Galija. Cezar je prebivalce severne Galije delil na tri obsežne skupine: Akvitance, Galce, ki so sami sebe imeli za Kelte in Belge. V sodobnem smislu je galska plemena opredelil po jezikovnih kriterijih oziroma po narečjih galskega jezika. Akvitanci so bili verjetno Vaskonci, predniki današnjih Baskov, Belgi na severu pa so imeli nekaj germanskih značilnosti.

### Vera
Galci so prakticirali obliko animizma, ki je jezerom, vodnim tokovom, goram in drugim naravnim oblikam pripisoval človeške lastnosti in jim dajal polbožanski položaj. Pogosto je bilo tudi čaščenje živali. Najbolj sveta žival je bil divji prašič, ki se je, podobno kot rimski orel, pojavljal na mnogih galskih vojaških praporih. 
Sistem bogov in boginj je bil ohlapen. Nekatera božanstva so častil skoraj vsi Galci, poleg njih pa so imeli tudi plemenske in družinske bogove. Mnogi najvišji bogovi so bili sorodni grškim. Najvišji bog, ki so ga častili ob Cezarjevem prihodu, je bil Tevtat, enakovreden grškemu Hermesu. "Bog oče" v galski mitologiji je bil "Dis Pater" (Djaus Pitar), ki je bil enakovreden rimskemu Saturnu, čeprav je etimološko soroden z Jupitrom. Galci vsekakor niso imeli nobene znane poenotene teologije, ampak samo niz sorodnih običajev in načinov čaščenja. 
Najbolj skrivnosten vidik galskega verovanja so bili morda druidi. Druidi so vodili žrtvovanje ljudi in živali, ki se je opravljalo na gozdnih jasah ali v preprostih templjih. Izgleda, da so bili odgovorni tudi za letni setveni koledar in določanje datumov sezonskih praznovanj, ki so se dogajala v ključnih točkah lunarno-solarnega koledarja. Verska opravila druidov so bila sinkretična  in izposojena iz starejših poganskih običajev z verjetno indoevropskimi koreninami. Julij Cezar v svojih Galskih vojnah omenja, da so Kelti, ki so se hoteli izpopolniti v druidizmu, odhajali na usposabljanje v Britanijo]]. Nekaj več kot stoletje kasneje je general Gnej Julij Agrikola omenil, da je rimska vojska napadla druidsko svetišče v Angleseyu v Walesu. Izvor druidov ni povsem jasen, jasno pa je, da so silno čuvali skrivnosti svojega reda in svojo moč nad prebivalci Galije. Zase so zahtevali pravico odločanja o vojni in miru in so zato imeli "mednarodni" položaj. Spremljali so prakticiranje vere preprostega prebivalstva in bili zadolženi za vzgojo aristokratov. Izvajali so tudi nekakšno izobčenje iz skupnosti vernikov, ki je ga Galca hkrati pomenilo tudi izločitev iz posvetne skupnosti. Druidi so bili torej pomemben element galske družbe. Skoraj popolno in skrivnostno izginotje keltskega jezika na skoraj celem ozemlju antične Galije, z izjemo Bretanije, je mogoče pripisati dejstvu, da keltski druidi niso dovolili, da bi se ustno izročilo in tradicionalne modrosti zapisovale. 
Kelti so prakticirali tudi lov na glave, za katere so verjeli, da v njih domuje človekova duša. Antični Rimljani in Grki so omenjali, da Kelti pribijajo glave svojih sovražnikov na zidove svojih hiš ali jih obešajo pod vratove svojih konj.